# Richard Crenna
Richard Crenna, född 30 november 1926 i Los Angeles, Kalifornien, död 17 januari 2003 i Los Angeles, Kalifornien, var en amerikansk skådespelare.
Som tonåring framträdde Crenna i flera radioserier. Han gjorde filmdebut 1952, men medverkade främst i TV-serier fram till i slutet på 1960-talet, då han började filma mer regelbundet. Mest blev han känd som överste Trautman i Rambo-filmerna.

## Filmografi (urval)
- 1952 – Red Skies of Montana
- 1952 – Our Miss Brooks
- 1966 – Kanonbåten San Pablo
- 1967 – Nattens ögon
- 1968 – Star!
- 1972 – De kriminella
- 1975 – Mot Fort Humboldt
- 1978 – Kampen om Colorado (TV-serie)
- 1981 – Het puls
- 1982 – First Blood
- 1985 – Rambo – First Blood II
- 1988 – Rambo III
- 1990 – Montana (TV-film)
- 1993 – Hot Shots! 2
- 1995 – På heder och samvete (TV-serie) (okrediterad röst, 2 avsnitt)
- 1995 – Jade
- 1995 – Sabrina
- 1998 – Wrongfully Accused
- 2001 – The Day Reagan Was Shot
- 2003 – Out of the Ashes (TV-film)